# Hyoscyamus aureus
Блекота золота (Hyoscyamus aureus) — вид рослини родини пасльонові.

## Назва
В англійській мові має назву «хенбан» (англ. henban), значення якого незрозуміле. В українській мові збереглася індоєвропейське слово bhlekota, що означає «божевільна трава».

## Будова
Однорічна рослина до 60 см висоти. Має великі трубчасті жовті квіти з синім горлом. Квітне влітку.

## Поширення та середовище існування
Зростає у Середземномор'ї.

## Отруйність
Всі частини рослини дуже токсичні. Симптоми отруєння включають порушення зору, судоми, кому і смерть від сердечної або дихальної недостатності.

## Галерея

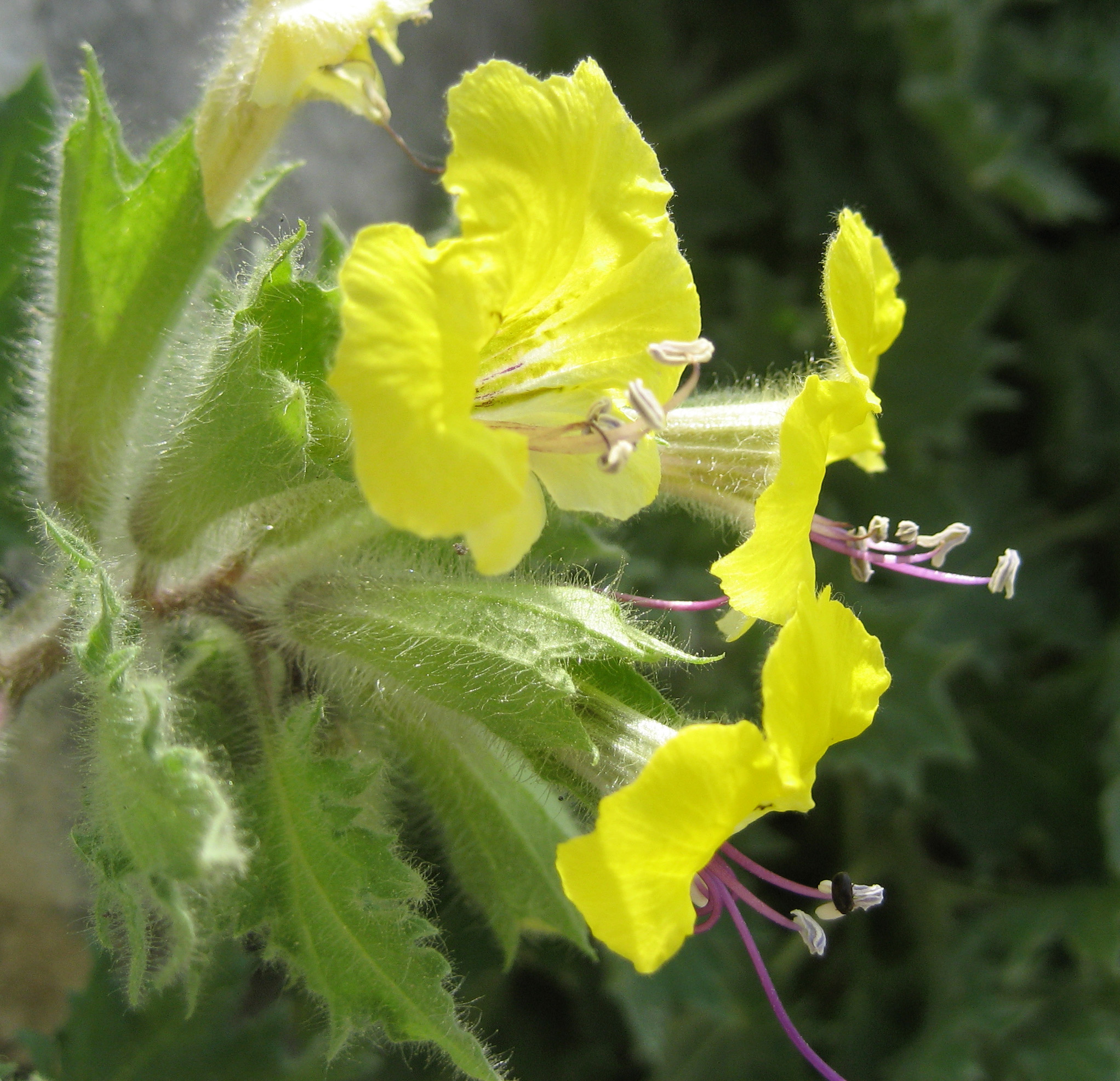
Квітка
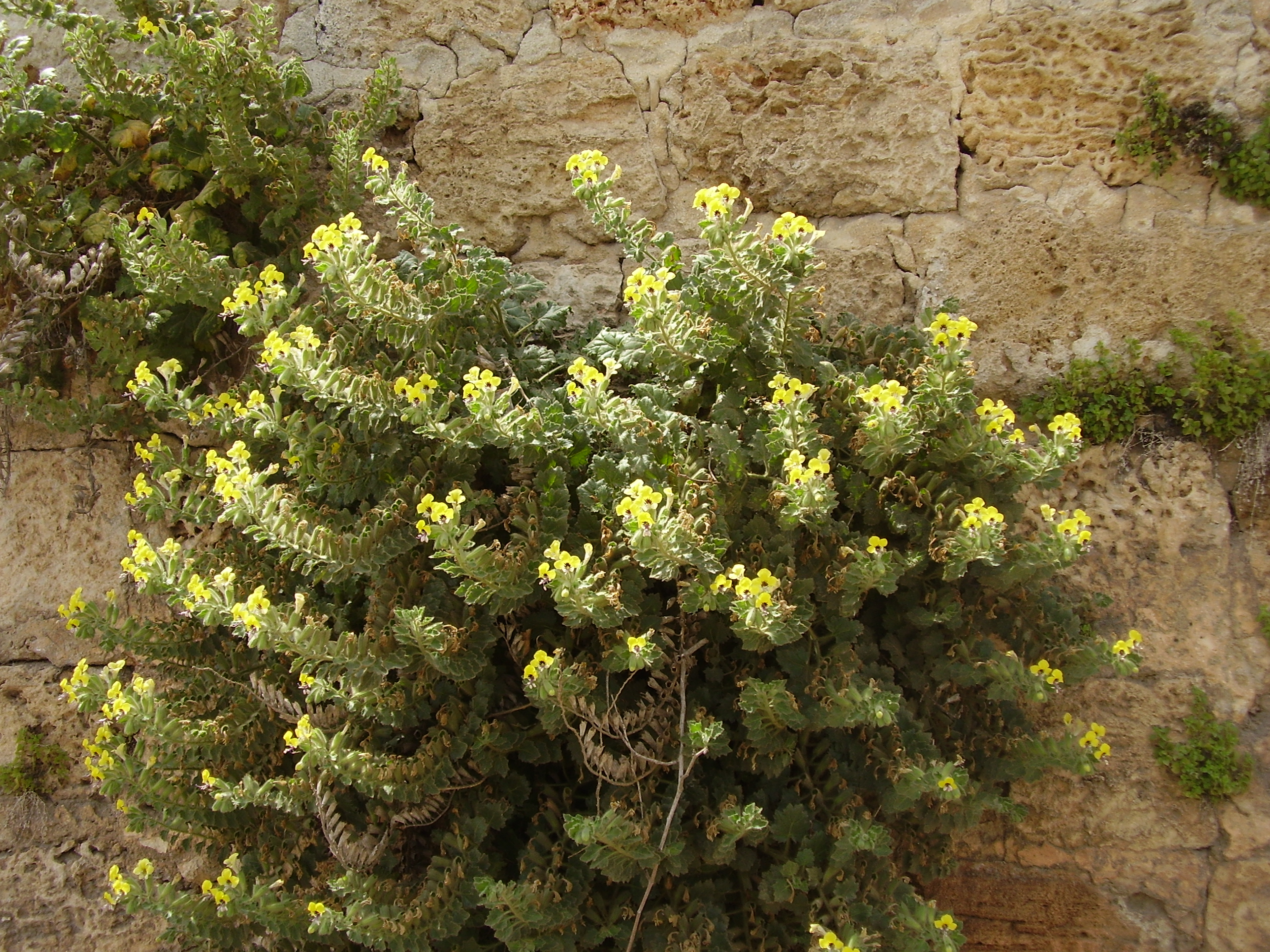
Зовнішній вигляд
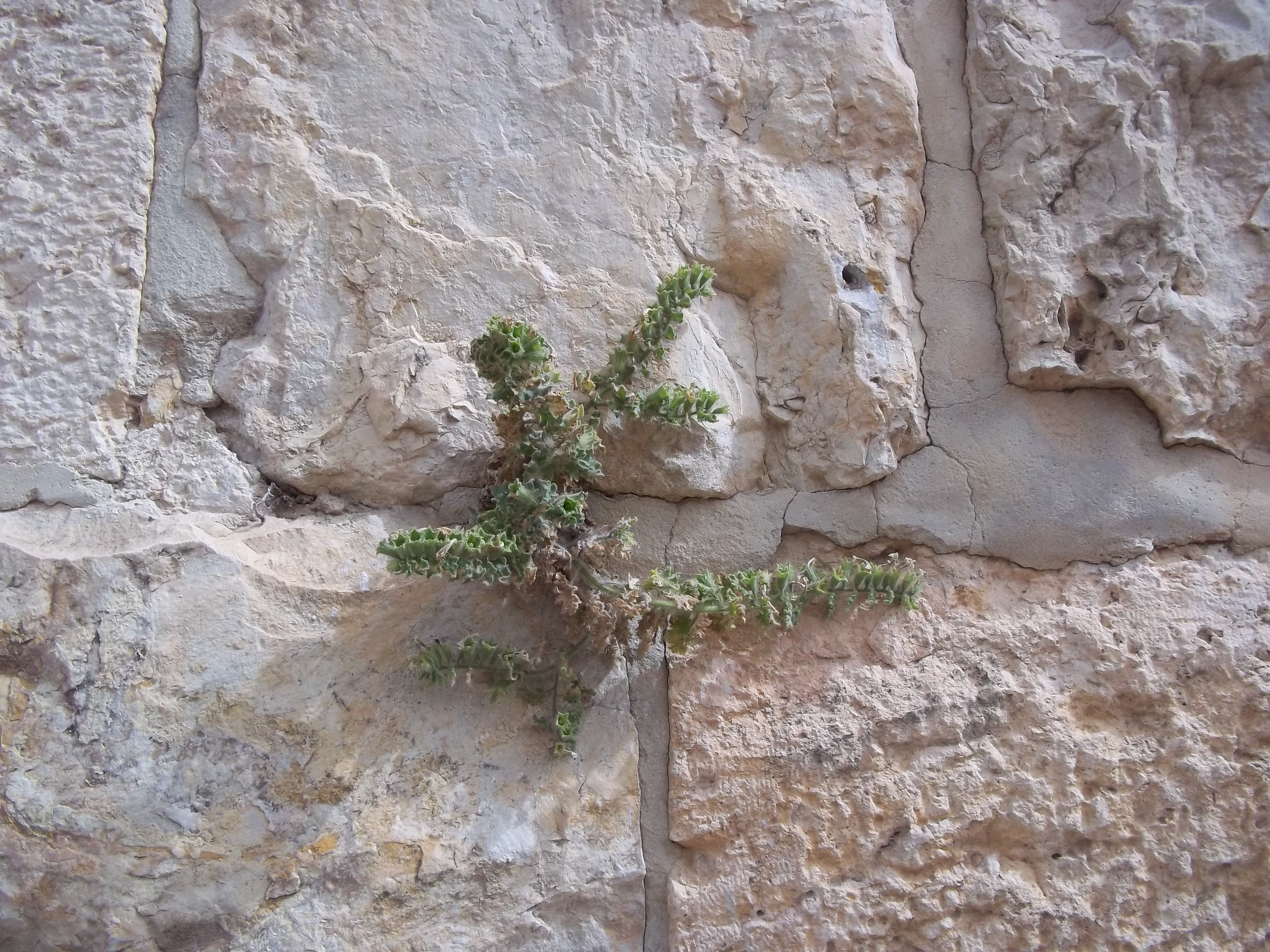
Паросток на стіні